# Brent Darby
Brent Darby (ur. 6 czerwca 1981, zm. 6 grudnia 2011 w Detroit) – amerykański koszykarz. W sezonie 2003/2004 występował w polskich klubach: Spójni Stargard Szczeciński oraz AZS Koszalin.

## Osiągnięcia
NCAA
- Uczestnik turnieju NCAA (2000–2002)[a]
- Mistrz[a]:
  - turnieju konferencji (2002)
  - sezonu regularnego konferencji (2000, 2002)

Drużynowe
- Awans do wyższej klasy rozgrywkowej ligi francuskiej (2006, 2008)

Indywidualne
- Lider całego sezonu PLK w średniej punktów (2004)[2]

## Statystyki podczas występów w PLK
- Sezon 2003/2004 (Spójnia Stargard Szczeciński oraz AZS Koszalin): 19 meczów (średnio 20,7 punktu, 2,5 zbiórki oraz 3,9 asysty w ciągu 30,5 minuty)